# London Masters 1991
Das Continental Airlines London Masters 1991 war ein Snooker-Turnier im Rahmen der Saison 1990/91. Die einzelnen Spiele wurden verteilt über die ganze Saison ab Oktober 1990 im Café Royal in Londons West End ausgetragen. Dort fand auch am 14. Mai 1991 das Endspiel statt. Es war die dritte und letzte Ausgabe des Turniers.
Nachdem er bereits zweimal gewonnen hatte, stand die Nummer 1 aus Schottland Stephen Hendry auch beim dritten Mal im Endspiel. Nachdem er zuvor zweimal John Parrott besiegt hatte, traf er diesmal auf Steve Davis. Im Duells der beiden besten Spieler gewann der Engländer das Turnier durch einen glatten 4:0-Sieg.

## Preisgeld
Nach der Erhöhung im Vorjahr blieb das Preisgeld in dieser Saison unverändert.
| Platzierung    | Preisgeld |
| -------------- | --------- |
| Sieger         | 30.000 £  |
| Finale         | 12.500 £  |
| Halbfinale     | 7.500 £   |
| Viertelfinale  | 3.500 £   |
| Höchstes Break | 3.500 £   |
| Insgesamt      | 75.000 £  |

## Finalrunde
An dem Turnier nahmen die Top 4 der Weltrangliste und vier weitere Profis teil, darunter die Frauenweltmeisterin Alison Fisher. Sie spielten in drei Runden ein Ausscheidungsturnier gegeneinander, an dessen Ende der Sieger ermittelt wurde. Alle Partien inklusive Finale wurden im Modus Best-of 7 gespielt.
| Viertelfinale (Best of 7) | Viertelfinale (Best of 7) | Viertelfinale (Best of 7) |   |                | Halbfinale (Best of 7) | Halbfinale (Best of 7) | Halbfinale (Best of 7) |  |  | Finale (Best of 7) | Finale (Best of 7) | Finale (Best of 7) |
|                           |                           |                           |   |                |                        |                        |                        |  |  |                    |                    |                    |
| 1                         | Stephen Hendry            | 4                         |   |                |                        |                        |                        |  |  |                    |                    |                    |
| 5                         | Martin Clark              | 1                         |   |                |                        |                        |                        |  |  |                    |                    |                    |
| 5                         | Martin Clark              | 1                         | 1 | Stephen Hendry | 4                      |                        |                        |  |  |                    |                    |                    |
|                           |                           |                           | 1 | Stephen Hendry | 4                      |                        |                        |  |  |                    |                    |                    |
|                           | 4                         | Jimmy White               | 2 |                |                        |                        |                        |  |  |                    |                    |                    |
| 4                         | 4                         | Jimmy White               | 2 | Jimmy White    | 4                      |                        |                        |  |  |                    |                    |                    |
| 4                         |                           |                           |   | Jimmy White    | 4                      |                        |                        |  |  |                    |                    |                    |
| 8                         | Allison Fisher            | 2                         |   |                |                        |                        |                        |  |  |                    |                    |                    |
| 8                         | Allison Fisher            | 2                         | 1 | Stephen Hendry | 0                      |                        |                        |  |  |                    |                    |                    |
|                           |                           |                           |   | Stephen Hendry | 0                      |                        |                        |  |  |                    |                    |                    |
|                           | 2                         | Steve Davis               | 4 |                |                        |                        |                        |  |  |                    |                    |                    |
| 3                         | 2                         | Steve Davis               | 4 | John Parrott   | 4                      |                        |                        |  |  |                    |                    |                    |
| 3                         |                           |                           |   | John Parrott   | 4                      |                        |                        |  |  |                    |                    |                    |
| 7                         | James Wattana             | 1                         |   |                |                        |                        |                        |  |  |                    |                    |                    |
| 7                         | James Wattana             | 1                         | 3 | John Parrott   | 3                      |                        |                        |  |  |                    |                    |                    |
|                           |                           |                           | 3 | John Parrott   | 3                      |                        |                        |  |  |                    |                    |                    |
|                           | 2                         | Steve Davis               | 4 |                |                        |                        |                        |  |  |                    |                    |                    |
| 2                         | 2                         | Steve Davis               | 4 | Steve Davis    | 4                      |                        |                        |  |  |                    |                    |                    |
| 2                         |                           |                           |   | Steve Davis    | 4                      |                        |                        |  |  |                    |                    |                    |
| 6                         | Gary Wilkinson            | 0                         |   |                |                        |                        |                        |  |  |                    |                    |                    |

## Finale
Vor der Saison hatte Stephen Hendry die langjährige Nummer 1 Steve Davis an der Spitze der Weltrangliste abgelöst. Bei der UK Championship waren die beiden ebenfalls im Finale aufeinandergetroffen und Hendry hatte im Entscheidungsframe gewonnen. Für den Verlauf dieses Finales war schon der erste Frame richtungsweisend. Zwar gelang Hendry ein hohes 63-Punkte-Break, aber Davis hielt mit 50 Punkten am Stück dagegen und stahl am Ende den Frame mit Schwarz. Beim zweiten Frame machte er es besser als Hendry und machte ihn mit einem Break von 86 Punkten sicher. Dem Schotten gelangen jetzt nur noch einzelne Punkte und Davis entschied auch die letzten beiden Frames und damit das Match mit 4:0 klar für sich. 
| Finale: Best of 7 Frames Café Royal, London, England, 14. Mai 1991 |                |             |
| Stephen Hendry                                                     | 0:4            | Steve Davis |
| 70:73 (63 Hendry, 50 Davis), 1:86 (86), 2:65, 0:96 (74)            |                |             |
| 63                                                                 | Höchstes Break | 86          |
| –                                                                  | Century-Breaks | –           |
| 1                                                                  | 50+-Breaks     | 3           |

## Century-Breaks
Erneut wurde im Finale kein Century-Break erzielt. Dafür gelangen in Viertel- und Halbfinale drei verschiedenen Spielern jeweils ein Break von über 100 Punkten. Das 140-Punkte-Break von Stephen Hendry in Runde 1 war einen Bonus von 3.500 £ wert.
| Stephen Hendry | 140 |
| John Parrott   | 138 |
| Jimmy White    | 112 |